# 清流県
清流県（せいりゅうけん）は中華人民共和国福建省に位置する省直轄の県であり、しばらくの間、三明市の代理管轄下に置かれている。

## 歴史
1098年（元符元年）に清流県が設置される。1228年（紹定元年）に一旦廃止され寧化県に編入されたが、1271年（至元8年）に再び設置され現在に至る。

## 行政区画
下部に7鎮、6郷を管轄する。
- 鎮
  - 竜津鎮、嵩渓鎮、嵩口鎮、霊地鎮、長校鎮、頼坊鎮、林畲鎮
- 郷
  - 温郊郷、田源郷、沙蕪郷、余朋郷、李家郷、里田郷

## 交通

### 鉄道
- 中国国家鉄路集団
  - 興泉線（中国語版） 清流駅
  - 清冠線（中国語版） 清流駅、楊源駅

### 道路
- 高速道路
  - 泉南高速道路